# Ricardo Horacio Etchegoyen
Ricardo Horacio Etchegoyen (n. 13 de enero de 1919-f. 2 de julio de 2016) docente y psicoanalista argentino que fue presidente de la Asociación Psicoanalítica de Buenos Aires y de la IPA (Asociación Psicoanalítica Internacional).

## Biografía
Estudió en el Colegio Nacional de la Universidad Nacional de La Plata. Durante sus estudios universitarios de medicina, en los años 40, militó en un movimiento de la Reforma Universitaria. Ha sido analizado por Heinrich Racker, luego más tarde por Donald Meltzer y empezó su formación en Argentina con Enrique Pichon-Rivière, Marie Langer, León Grinberg y José Bleger. Se hace un psiquiatra renombrado en Mendoza en los años 50, deja su país y va a Inglaterra donde realiza estudios en la Clínica Tavistock de Londres con la Escuela kleiniana donde -además de su análisis con Donald Meltzer - trabaja entre otras cosas con Herbert Rosenfeld y Hanna Segal.
Ha sido muy influido también por Otto Fenichel y su libro Teoría psicoanalítica de las neurosis.
Vuelto a Argentina en los años 70, contribuye a la creación de la Asociación Psicoanalítica de Buenos Aires de la cual será más tarde presidente. En 1991 fue el primer presidente latinoamericano de la IPA (Asociación Psicoanalítica Internacional).
Su libro, Fundamentos de la técnica psicoanalítica de Amorrortu, tuvo tres ediciones y fue traducido a los idiomas inglés (Karnac Books), italiano (Astrolabio), francés (Herrmann Editeurs), portugués (Artmed), al rumano y al alemán.

## Premios
Recibió el Premio Anual Acadetius y el Premio Konex 1996 en Psicoanálisis. Es Profesor Honorario de la UBA y miembro Honorario de la Sociedad Psicoanalítica de Mendoza.